# Reflex (medicinsk term)

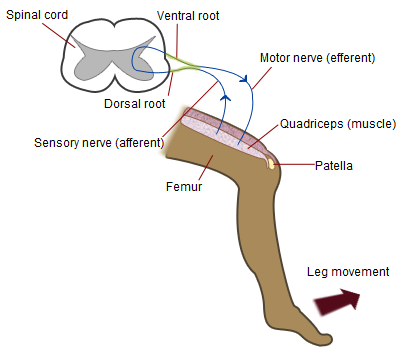
Patellarreflexen, ett exempel på en medfödd reflex.

Reflex är ett impulsartat motoriskt mönster som ryggmärgen eller förlängda märgen utlöser vid en specifik sensorisk stimulus. 
Under huden finns sinnesceller och dessa är lättretliga. Om de utsätts för stimuli skickar de impulser till ryggmärgen som för impulsen vidare genom axoner till muskeln inom området som hjälper till att dra bort exempelvis handen om man sticker sig på en tagg. Impulsen som kommer in tar en snabb genväg utan att passera hjärnan. Det finns två olika sorters reflexer: medfödda samt inlärda. När man blinkar för att ögat är torrt eller för att något hastigt dyker upp framför ögat, är det en medfödd reflex. Att cykla är exempel på en inlärd reflex. 
Den ryske fysiologen Ivan Pavlov kallade medfödda reflexer för obetingade och inlärda reflexer för betingade. Inlärningsmekanismerna för betingade reflexer är av två slag, klassisk betingning och operant betingning.

## Människo-reflexer

### Stretch reflexer
Stretch reflexer (Ofta kallade "djupa senreflexer")
- Biceps reflex